# Malvito
Malvito é uma comuna italiana da região da Calábria, província de Cosenza, com cerca de 2.072 habitantes. Estende-se por uma área de 37 km², tendo uma densidade populacional de 56 hab/km². Faz fronteira com Cetraro, Fagnano Castello, Mottafollone, Roggiano Gravina, San Sosti, Sant'Agata di Esaro, Santa Caterina Albanese.

## Demografia
| Variação demográfica do município entre 1861 e 2011                               |
|                                                                                   |
| Fonte: Istituto Nazionale di Statistica (ISTAT) - Elaboração gráfica da Wikipedia |